# Claudia Alexander
Claudia Alexander (Vancouver, 30 mei 1959 - Arcadia,  11 juli 2015) was een Amerikaans wetenschapper, werkzaam voor NASA.

## Jeugd
Alexander werd geboren op 30 mei 1959 in een gezin met twee dochters en een zoon. Haar vader was werkzaam als sociaal werker, moeder had een baan als bibliothecaris. Op de leeftijd van amper een jaar verhuisde het gezin naar Santa Clara in Silicon Valley. Alexander voelde zich als Afro-Amerikaanse niet goed thuis in dit overwegend uit blanken bestaande wereldje: schrijven bood haar een uitlaatklep. Zelf zei ze over deze periode: "...Ik was een behoorlijk eenzaam meisje. Ik was het enige zwarte meisje op een blanke school en bracht veel tijd alleen door - met mijn verbeelding...". Toen ze vijf of zes jaar oud was, wakkerde de film Fantasia haar belangstelling voor andere werelden aan, met name de invloed van geologische processen op levensvormen. Ook bekeek ze Sagans tv-serie Cosmos steeds opnieuw.

## Studie
Haar ouders torpedeerden het voornemen om journalistiek te studeren aan Berkeley. Ze maakten geen bezwaar om haar studie te bekostigen, maar dan wél graag een zinnige opleiding waar hun dochter wat aan had. Zodoende koos de jonge Claudia er voor om ingenieur te worden. Echt van harte ging dit niet, ze had er een hekel aan. Ze vond het interessanter om "...over de stroming in een rivier na te denken dan die in een stadsriool..." en verlegde haar aandacht naar aardwetenschappen. Haar belangstelling voor planetologie ontwaakte nu. Tijdens haar studie was ze vaak te vinden in een bepaalde NASA-afdeling, waar ze vele uren spendeerde. Haar supervisor bezorgde haar daarom een plaats bij de betreffende afdeling.
Ze had toentertijd weinig vrouwelijke rolmodellen om zich aan op te trekken, haar zelfbeeld als professioneel ingenieur leed daaronder aangezien ze zich weinig gewaardeerd voelde. Een van haar professoren trok zich haar lot aan wat Alexander overtuigde op de door haar ingeslagen weg door te gaan.
Ze haalde een bachelor in geofysica aan Berkeley en een master in geofysica en ruimtefysica aan de UCLA. Op Michigan schreef ze haar scriptie en behaalde een PhD in atmosferische, oceanische en ruimtewetenschap.

## Functies
Na afloop van haar studie werkte ze vanaf 1986 bij het JPL in het team van de Galileo-sonde naar Jupiter. In 2003 werd ze daar benoemd als chef. Ook was ze wetenschappelijk hoofd van de Cassinivlucht.
In 2000 verkoos men haar om de Amerikaanse wetenschappelijke inbreng van de Rosetta-missie te leiden. Alexander was met 40 jaar relatief jong voor zo'n functie, waarin ze verantwoordelijkheid droeg voor de wetenschappelijke instrumenten ter waarde van 35 miljoen dollar. De leiding wilde een jonge leidinggevende, die nog niet gepensioneerd was als Rosetta zijn doel zou bereiken. Dat vormde echter niet de enige reden. Alexander was gewend als bruggenbouwer tussen verschillende culturen te fungeren. Dit was ze gewend na jaren in het overwegend uit blanke mannen bestaande NASA-wereldje te hebben vertoefd. De Europeanen hadden de twijfelachtige reputatie regelmatig problemen te veroorzaken tijdens samenwerkingsverbanden. Alexander slaagde erin om mensen op een ontspannen wijze samen te laten werken. Ze kon goed switchen tussen het droge wetenschappelijke milieu en de media, niet in het minst omdat ze zelf ook diverse boeken schreef. Collega's omschreven haar als iemand die graag het grote publiek betrok bij het onderzoek naar het heelal. Ook was ze (co)-auteur van veertien papers.
Alexander verrichtte onderzoek naar de ontwikkeling en interne opbouw van kometen, Venus, Jupiter en zijn manen, magnetosferen, ruimteplasma, platentektoniek en de zonnewind.

## Privé
Alexander werd door de Association for Women Geoscientists verkozen tot Vrouw van het jaar en ontving tevens de Emerald Honor for Women of Color in Research & Engineering. Ze schreef twee boeken betreffende wetenschap door kinderen en schreef korte verhalen in het door haar geliefde steampunkgenre. Verder trad ze op als mentor voor met name Afro-Amerikaanse meisjes, omdat ze wilde dat gekleurde jongeren zichzelf als wetenschapper zagen. Ook hield ze hen voor dat arbeidsvreugde vaak minstens zo belangrijk is als de verdiensten. Ze vergeleek de invloed van baanbrekende wetenschappers op de maatschappij met die van beroemde musici en atleten. Ze meende dat deze laatsten langzaam werden vergeten, maar dat wetenschappers die echte doorbraken op hun naam schreven bleven voortleven.
Alexander trad nooit in het huwelijk en kreeg geen kinderen. Ze verloor na tien jaar de strijd tegen borstkanker.
Als eerbetoon werd een komeet naar haar vernoemd: (296907) Alexander. Enkele maanden na haar dood werd reeds een gebied op komeet 67P/Tsjoerjoemov-Gerasimenko naar haar vernoemd.
1. ↑  (296907) Alexander op Newton.SpaceDys.com, geraadpleegd 17 augustus 2021
2. ↑  Comet Feature Named After Late NASA Scientist Claudia Alexander op JPL.NASA.gov, 29 september 2015, geraadpleegd 17 augustus 2021. Gearchiveerd op 1 september 2021.